# セントクリストファー・ネイビスの国章
セントクリストファー・ネイビスの国章（セントクリストファー・ネイビスのこくしょう、英語: Coat of arms of Saint Kitts and Nevis）とは、1983年9月19日に制定されたセントクリストファー・ネイビスの徽章のこと。
上下2分割の盾、盾の脇に2羽の鳥と植物、盾の上に兜と兜飾り、盾の下に標語を書いたリボンの構成。

## 構成
- 盾はチーフの中（上部）が青、外が白地に赤くシェヴロン（山型の帯）が入っている。
- チーフのうち、デクスターチーフ（向かって左）にはフランスを表す金の百合、ミドルチーフ（中央）にはカリブ原住民の頭、シニスターチーフにはイギリスを表すテューダー・ローズ(紅白のバラの紋章)が描かれている。
- シェヴランの上には国花のポインシアナ（和名オオゴチョウ）の花が2輪描かれている。
- シェヴランの下にはセントクリストファー島とネイビス島を結ぶ船が描かれている。
- 盾の脇にいる盾持ち（サポーター）は、国鳥のペリカンと生活を支える椰子（左）、主要産物のサトウキビ（右）である。
- 盾の上部にはマントを結び付けた兜がある。兜飾りは松明を掲げる腕で、これは自由を象徴している。
- 下部のリボンには英語でCountry Above Self「個人を超越する国家」の標語がある。